# امیر مقدمی
امیر مقدمی (عربی: أمير مقدمي؛ زادهٔ ۲۰ اوت ۱۹۷۸) یک بازیکن فوتبال اهل تونس است.
وی همچنین در تیم ملی فوتبال تونس بازی کرده‌است.